# Sébastienne Guyot
Sébastienne Guyot (Pont-l'Abbé, 26 aprile 1896 – Parigi, 22 agosto 1941) è stata un'ingegnera e mezzofondista francese.

## Biografia
Nata a Pont-l'Abbé nel 1896, si dimise dal suo lavoro d'insegnante per partecipare ad un concorso per entrare nella Ecole Centrale del liceo Jules-Ferry di Parigi, scuola superiore situata nel nono arrondissement della capitale francese, quando questa iniziò ad accettare anche le ragazze come studenti. Si diplomò nel 1921.
Fu anche una grande atleta, e raggiunse il suo massimo risultato sportivo ai Giochi olimpici di Amsterdam 1928, gareggiando negli 800 metri piani, anche se non superò le batterie di qualificazione. Lo stesso anno fu anche campionessa francese di corsa campestre.
Durante la seconda guerra mondiale fu arrestata dai tedeschi e morì nel 1941.
Ricevette la Médaille de la Résistance, istituita nel 1943 ed è l'unica donna il cui nome è presente sul muro della memoria dell'École Centrale. A lei è intitolata, dal 2010, una borsa di studio assegnata annualmente a cinque giovani studenti dell'Ecole Centrale per coprire interamente i costi della loro istruzione.

## Palmarès
| Anno | Manifestazione  | Sede      | Evento      | Risultato | Prestazione | Note |
| ---- | --------------- | --------- | ----------- | --------- | ----------- | ---- |
| 1928 | Giochi olimpici | Amsterdam | 800 m piani | Batteria  | n/d         |      |

## Campionati nazionali
- 1 volta campionessa francese assoluta della corsa campestre